# A szőlősi kislányok
Az A szőlősi kislányok (más szöveggel: Balatoni legények) ismeretlen eredetű magyar nóta. Limbay Elemér Magyar Dal-Album című könyvében jelent meg először 1879-ben.

## Kotta és dallam
A szőlősi kislányok, Ica te, Sári  te,

kendert áztatni járnak, Ica te, Sári  te.

Hazamennek vizesen, csókot adnak szívesen.

Sári cinge, cunge rá, Ica te, Sári  te!
Más szöveggel:
Balatoni legények, Ica te Sári te,

Libát loptak szegények, Ica te Sári te,

Nem jól fogták a nyakát, elrikkantotta magát,

Sári cinge cungeráj, Ica te Sári te.